# Хрусцин (Радомщанський повіт)
Хрусцин (пол. Chruścin) — село в Польщі, у гміні Ґомуниці Радомщанського повіту Лодзинського воєводства.
Населення — 165 осіб (2011).
У 1975-1998 роках село належало до Пйотрковського воєводства.

## Демографія
Демографічна структура станом на 31 березня 2011 року:
|          | Загалом | Допрацездатний вік | Працездатний вік | Постпрацездатний вік |
| -------- | ------- | ------------------ | ---------------- | -------------------- |
| Чоловіки | 85      | 22                 | 50               | 13                   |
| Жінки    | 80      | 13                 | 43               | 24                   |
| Разом    | 165     | 35                 | 93               | 37                   |